# Sarcze (jezioro na Pojezierzu Szczecineckim)
Sarcze – jezioro w woj. zachodniopomorskim, w powiecie szczecineckim, w gminie Borne Sulinowo, leżące na terenie Pojezierza Szczecineckiego, w dorzeczu Piławy. Nad brzegiem jeziora znajduje się grodzisko wczesnośredniowieczne.
Odpływ z jeziora strugą Kanał na południe do jeziora Jeleń i dalej do jeziora Pile. Na północy Sarcze zwęża się i przechodzi w jezioro Świdno.

## Dane morfometryczne
Powierzchnia zwierciadła wody według różnych źródeł wynosi od 35,5 ha do 38,5 ha. 
Zwierciadło wody położone jest na wysokości 143,5 m n.p.m. Średnia głębokość jeziora wynosi 2,1 m, natomiast głębokość maksymalna – 4,9 m.

## Hydronimia
Według urzędowego spisu opracowanego przez Komisję Nazw Miejscowości i Obiektów Fizjograficznych (KNMiOF) nazwa tego jeziora to Sarcze. W różnych publikacjach i na mapach topograficznych jezioro to występuje pod nazwami Przyjezierze oraz Jeleń. Nazwy te są nazwami sąsiadujących z jeziorem wsi Przyjezierze na północy i Jeleń na południu.